# Panaceum (album)
Panaceum – pierwszy studyjny album polskiego rapera Kafara, którego premiera odbyła się 28 października 2014 roku. Wydawnictwo ukazało się nakładem wytwórni Step Records. Projekt graficzny okładki wykonał Damian Basiński.
Nagrania dotarły do 17. miejsca polskiej listy notowań OLiS i uzyskały status złotej płyty.

## Lista utworów
Opracowano na podstawie materiału źródłowego.
1. „Intro” (produkcja: Goofer, scratche: DJ Gondek)
2. „Panaceum” (produkcja: Fspólny, scratche: DJ Gondek)
3. „Cena marzeń” (gościnnie: Shellerini, Ero, produkcja: Lovenprajs, scratche: DJ Gondek)
4. „Nie pójdę z tobą na dno” (gościnnie: Kaczor, produkcja: Wits, scratche: DJ Gondek)
5. „Strzał życia” (gościnnie: Bonus RPK, produkcja: uRban)
6. „Korpo kurwy” (gościnnie: Bezczel, produkcja: Poszwixxx, scratche: DJ Gondek)
7. „Czasem to po prostu nie wystarcza” (produkcja: Tytuz)
8. „Idzie życie” (gościnnie: Michrus, Rest, Saful, produkcja: Wowo)
9. „Musisz sam wiedzieć” (produkcja: Famebeats, scratche: DJ Gondek)
10. „Świat nie znosi pustki” (gościnnie: HZOP, Sowa, produkcja: Famebeats)
11. „Najstarsza choroba ludzkości” (produkcja: RX)
12. „Lilium Inter Spinas” (produkcja: Chlebson)
13. „Rana, która się nie goi” (gościnnie: O.S.T.R., produkcja: RX)
14. „Z braku laku” (gościnnie: KęKę, produkcja: O.S.T.R., scratche: DJ Gondek)
15. „Niewdzięczne serca” (gościnnie: Kartky, produkcja: O.S.T.R., scratche: DJ Gondek)
16. „Był sobie Hip-hop” (produkcja: Tytuz, scratche: DJ Gondek)
17. „Outro” (produkcja: Goofer)
18. „Dam ci znać jak tam dotrę” (Preorder.pl Bonus Exclusive)
19. „Strzał życia (Remix)” (Preorder.pl Bonus Exclusive, gościnnie: Bonus RPK)
20. „Musisz sam wiedzieć (Remix)” (Preorder.pl Bonus Exclusive)